# فاليريا لوكيانوفا
فاليريا فاليرييفنا لوكيانوفا (بالروسية: Валерия Валерьевна Лукьянова؛ وُلدت في 23 أغسطس 1985) عارضة أزياء روسية، تشتهر بتشابهها مع دمية باربي.

## روابط خارجية
- فاليريا لوكيانوفا على موقع IMDb (الإنجليزية)
- فاليريا لوكيانوفا على موقع ميوزك برينز (الإنجليزية)
- فاليريا لوكيانوفا على موقع كينوبويسك (الروسية)
- فاليريا لوكيانوفا في قاعدة بيانات الأفلام على الإنترنت